# 顔見世

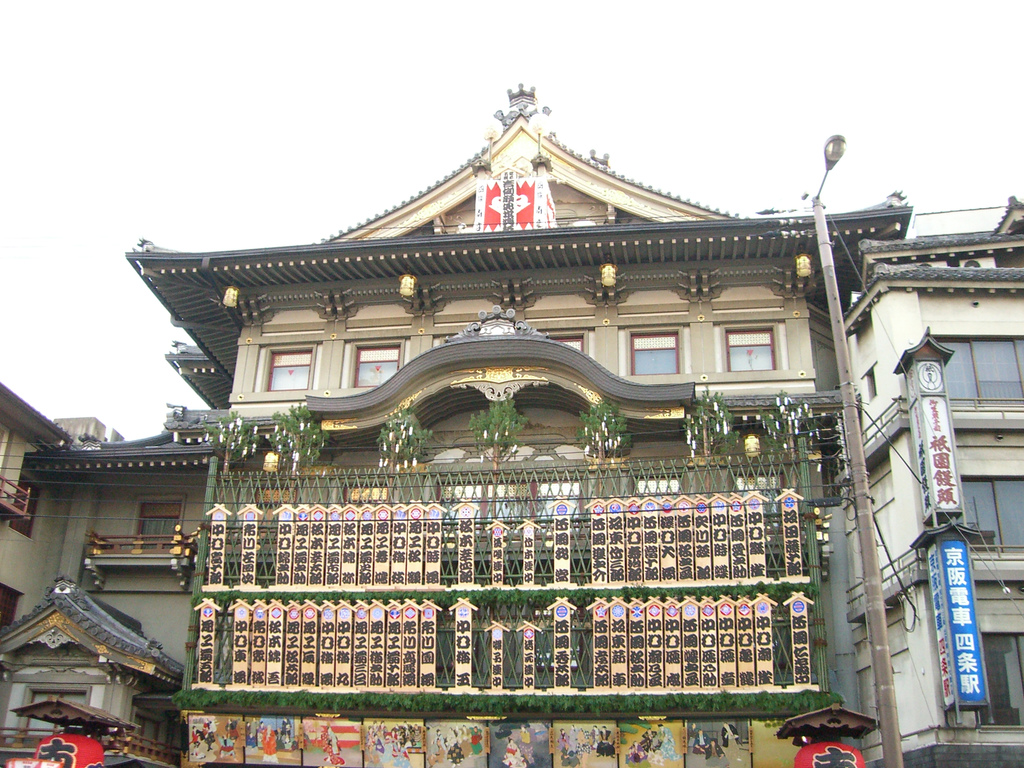
京都南座, 役者の名前を勘亭流で書いた「まねき」看板, 2007年11月25日撮影

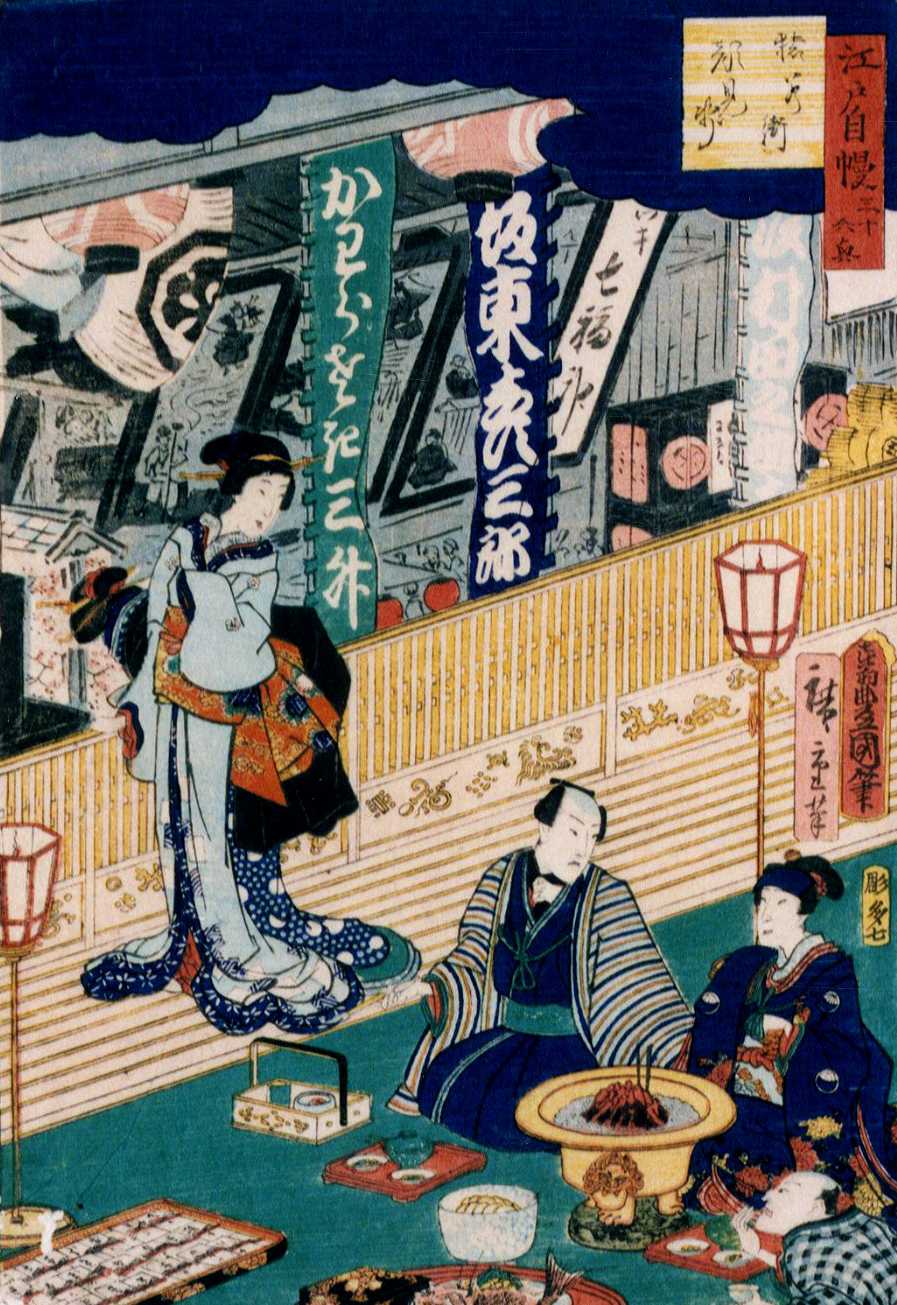
歌川廣重・三代目歌川豐國 画『江戸自慢三十六興 猿若街顏見せ』

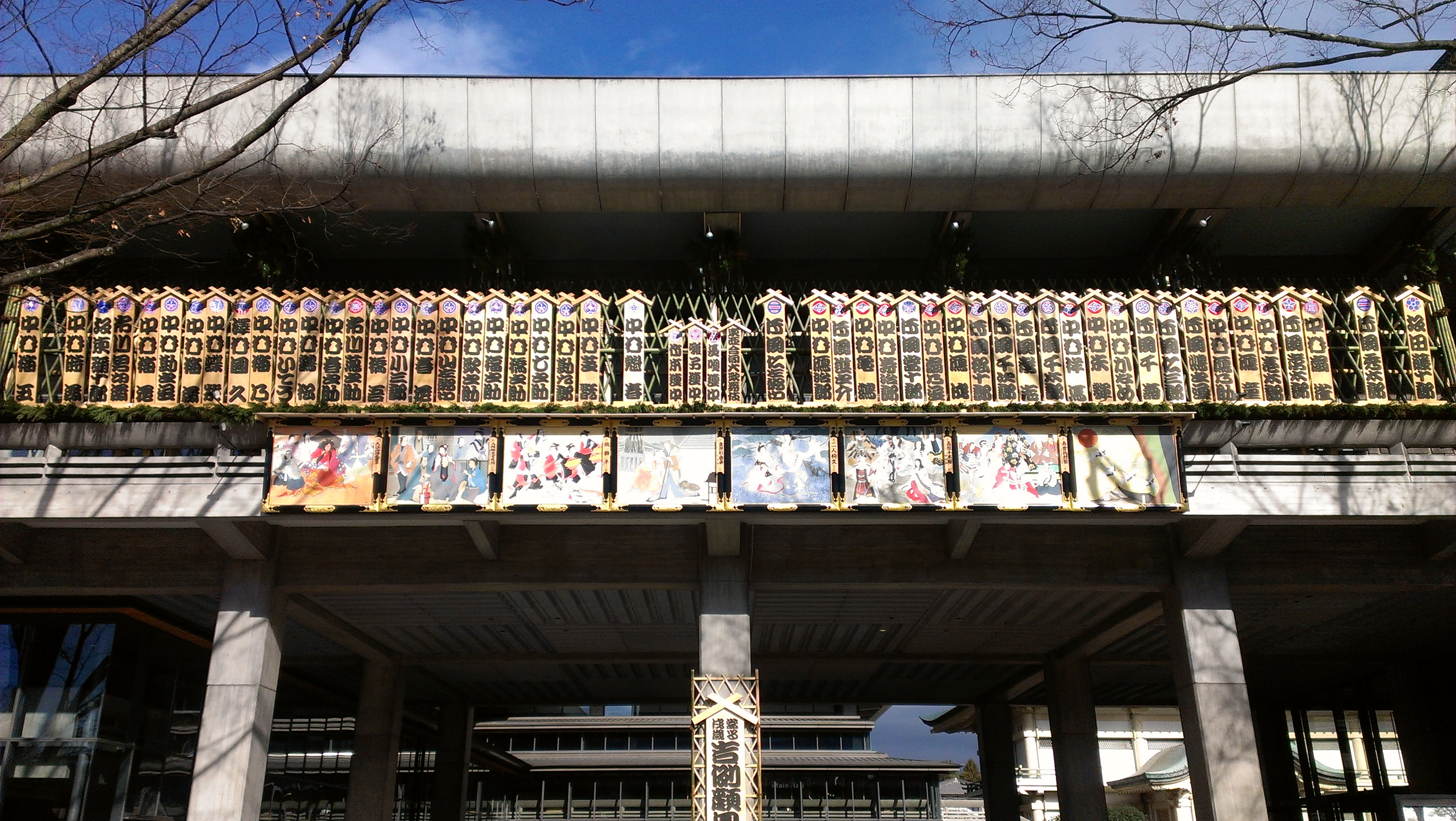
ロームシアター京都,『顔見世』「まねき」看板,2017年12月13日撮影

顔見世（かおみせ）は、歌舞伎で、1年に1回、役者の交代のあと、新規の顔ぶれで行う最初の興行のことである。江戸時代、劇場の役者の雇用契約は満1箇年であり、11月から翌年10月までが1期間であった。したがって役者の顔ぶれは11月に変わり、その一座を観客にみせ、発表するのが顔見世であった。
歌舞伎興行において最も重要な年中行事とされる。
現在も11月(歌舞伎座)か12月（10月(御園座)のところもある）に全国の劇場（芝居小屋）で行われるが、なかでも京都南座の12月顔見世公演は、最も歴史が古いことで有名で、劇場正面には役者の名前が勘亭流で書かれた「まねき」と呼ばれる木の看板が掲げられ、京都の年末の風物詩となっている。(まねきが掲げられるのは、南座と御園座で、歌舞伎座は掲げられない。）

## 歴史
その起源は明らかではないが、上方においては村山又兵衛にはじまり、初代嵐三右衛門が1年間の興行の順序、期間、式例などをさだめ、江戸においては中村勘三郎が万治年間に四季に応じた狂言を選ぶことにしたという。
京都、江戸、大坂ともに万治、寛文には顔見世がほぼ確立したらしい。その後、約200年間にわたって踏襲された興行である。
ただし正月に顔見世が行われたこともあり、嘉永2年11月に四代目中村歌右衛門が苦境にある江戸市村座を救うべく役者交代の時期を翌春にのばしたのが因であった。
顔見世による集客は徐々に難しくなったらしく、大坂では顔見世の趣向は嘉永以前から失われ、「てうち」という式例が12月に行われていたが、それも幕末に絶えた。その後も様々なかたちで顔見世の名称で興行が行われたが、かならずしも古格を残し伝えるものではないという。
顔見世の式例は、江戸では三座の幹部が集まり、夏に来年の役者の割り振りの予定をたて、9月に決定する。9月12日「世界定め」といい、顔見世狂言をさだめる式を行う。これははじめは主作者の、のちに太夫元（座元）の宅で、天明ころからは楽屋の三階や、芝居茶屋でも行われた。
10月17日「寄初（よりぞ）め」といい、新一座の役者全員が最初の顔合わせを行ない、劇場前の櫓下、舞台、楽屋の3階で勢揃いして手打ちを行ない、式場では頭取の発声で囃子方の四海波の謡がはじまり、太夫元から座頭、書き出しの役者と順次盃事があり、主作者が顔見世狂言の名題を読み上げ、二枚目が役割を読んだ。こののち酒宴となり、ふたたび手打ちがあって式は終わった。
20日新座組の紋看板を出し、29日に番付を発表し、30日には絵看板を掲げる。こうして11月1日吉例顔見世興行の初日を迎える。初日は主な関係者は裃姿で訪問しあい、「おめでたう」とあいさつをし、正月のような賑わいを呈したという。
劇場では七つ時（午前4時）に一番太鼓をいれ、二番太鼓を打ち上げて「翁渡し」（式三番）を舞い、脇狂言、本狂言となる。顔見世狂言は、新作に限定され、一定の様式が守られた。
中期以後の江戸では一番目（時代狂言）と二番目（世話狂言）に分かれ、二番目も終わりには時代狂言に戻る仕組みであった。一番目の三建目（みたてめ。序幕）には荒事の暫があり、その返し（次幕）にはダンマリがあり、四建目には所作事がつき、大詰には金襖が用いられた御殿の場があり、謀反人の見出されがあり、二番目の世話場には雪をふらせ、引っ越し騒ぎ、夫婦喧嘩のような滑稽があり、大切には所作事がつく、というのがおおよその段取りであり、初冬の観客の心が浮き立つような賑やかな華やかな内容が選ばれた。
顔見世狂言の所作事には「戻り駕」「関の扉」「犬神」「道成寺」など優れたものが多かった。顔見世興行はたいてい10日間ほどの短期で、次に出す狂言を「二の替り狂言」といい、このほうに重きが置かれていた。
顔見世では顔見世番付がつくられた。これは極（きまり）番付ともいった。櫓下番付、辻番付という大版1枚刷りのものと形状はおなじであるが、上段には定紋を打った櫓幕を描き、その周囲に座元、役者、作者などの名をいっていの位置に配して書き、下段には座頭を中心に立女形を左方に、敵役を右方に全役者をそれぞれ相当の位置に配して絵姿を描いたものである。この位置を定めるのは主作者と座元との責任であり、しばしば物議を醸したので、苦心を要したという。